# Giải PFCS cho nữ diễn viên chính xuất sắc nhất

Giải PFCS cho nữ diễn viên chính xuất sắc nhất là một giải của Hội các nhà phê bình phim thành phố Phoenix (Hoa Kỳ) dành cho nữ diễn viên đóng vai chính trong một phim, được bầu chọn là xuất sắc nhất. Giải này được lập từ năm 2000.

## Các người đoạt giải

### Thập niên 2000
| Năm  | Diễn viên        | Phim                | Vai diễn                      |
| ---- | ---------------- | ------------------- | ----------------------------- |
| 2000 | Ellen Burstyn    | Requiem for a Dream | Sara Goldfarb                 |
| 2001 | Nicole Kidman    | The Others          | Grace Stewart                 |
| 2002 | Julianne Moore   | Far from Heaven     | Cathy Whitaker                |
| 2003 | Naomi Watts      | 21 Grams            | Cristina Peck                 |
| 2004 | Hilary Swank     | Million Dollar Baby | Maggie Fitzgerald             |
| 2005 | Felicity Huffman | Transamerica        | Stanley Schupak/Bree Osbourne |
| 2006 | Helen Mirren     | The Queen           | Queen Elizabeth II            |
| 2007 | Julie Christie   | Away from Her       | Fiona Anderson                |
| 2008 | Meryl Streep     | Doubt               | Aloysius Beauvier             |

Bản mẫu:PFCS Awards Chron